# Sweltsa pocahontas
Sweltsa pocahontas is een steenvlieg uit de familie groene steenvliegen (Chloroperlidae). De wetenschappelijke naam van de soort is voor het eerst geldig gepubliceerd in 1988 door Kirchner & Kondratieff.